# Christine Rolland
Christine Rolland (ur. 8 lutego 1954 w Moûtiers) – francuska narciarka alpejska. W zawodach Pucharu Świata zadebiutowała w sezonie 1969/1970. Pierwsze punkty wywalczyła 3 stycznia 1970 roku w Oberstaufen, gdzie zajęła dziewiąte miejsce w slalomie. Na podium zawodów tego cyklu jedyny raz stanęła 23 marca 1973 roku w Heavenly Valley, kończąc rywalizację w gigancie na trzeciej pozycji. W zawodach tych wyprzedziły ją jedynie Austriaczka Monika Kaserer i Hanni Wenzel z Liechtensteinu. W kolejnych startach blisko podium była jeszcze dwukrotnie: 3 marca 1974 roku w Mont-Sainte-Anne i 3 marca 1974 roku w Naeba była czwarta w slalomach. Walkę o trzecie miejsce przegrała tam odpowiednio z Francuzką Britt Lafforgue i Barbarą Cochran z USA. W sezonie 1972/1973 zajęła 14. miejsce w klasyfikacji generalnej, a w klasyfikacji slalomu była siódma.
Nie startowała na igrzyskach olimpijskich ani mistrzostwach świata.

## Osiągnięcia

### Puchar Świata

#### Miejsca w klasyfikacji generalnej
- sezon 1969/1970: 35.
- sezon 1970/1971: 30.
- sezon 1971/1972: 16.
- sezon 1972/1973: 14.
- sezon 1973/1974: 32.

#### Miejsca na podium
1. Heavenly Valley – 23 marca 1973 (gigant) – 3. miejsce